# كفر جوم غربية
كفر جوم غربية  قرية سوريّة تتبع إداريّاً لمحافظة حلب منطقة الأتارب ناحية أورم الكبرى، بلغ تعداد سكانها 778 نسمة حسب التعداد السكاني لعام 2004.